# Lissonotus rubidus
Lissonotus rubidus é uma espécie de coleóptero da tribo Lissonotini (Cerambycinae); com distribuição restrita ao estado do Pará (Brasil).

## Sistemática
- Ordem Coleoptera
  - Subordem Polyphaga
    - Infraordem Cucujiformia
      - Superfamília Chrysomeloidea
        - Família Cerambycidae
          - Subfamília Cerambycinae
            - Tribo Lissonotini
              - Gênero Lissonotus
                - L. rubidus White, 1853